# Luna–2

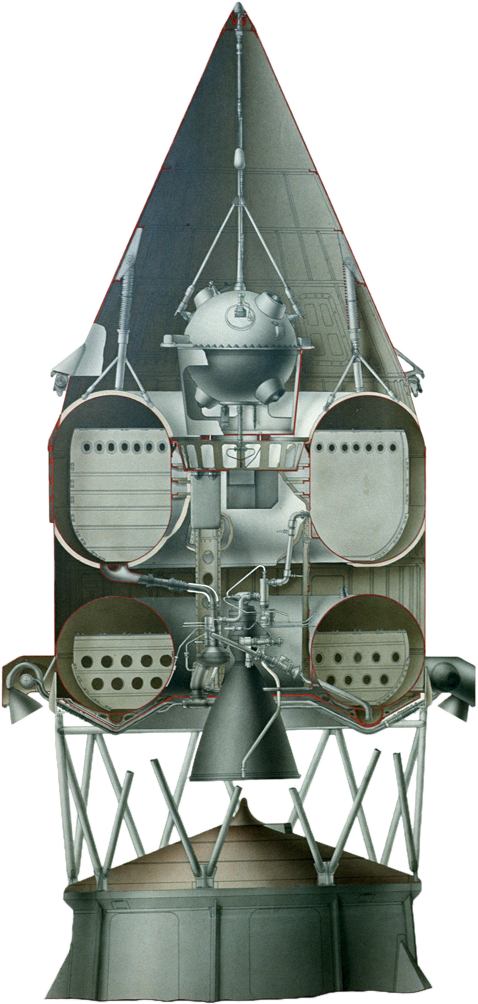
Az űrszonda elhelyezkedése a hordozórakéta végfokozatában

A Luna–2 (Luna E–1–6, a nemzetközi sajtóban esetenként: Lunyik-2) a szovjet Luna-program második, Hold felé indított űrszondája. Az első űrszonda, amely elérte a Hold felszínét.

## Küldetés
Tervezett feladata a Hold megközelítése-eltalálása, a kozmikus sugárzás, a napszél, a mikrometeoritok, az interplanetáris anyag és a Hold mágneses terének vizsgálata volt. Szeptember 12-én hajnalban, úton a Hold felé 156 000 kilométerre nitrogéngázt engedett ki a világűrbe, amit a Földről 5-6 percig lehetett megfigyelni, illetve lehetőség volt a röppálya vizuális mérésére.

## Jellemzői
Az OKB–1 tervezőirodában fejlesztették ki és építették.
Három alkalommal (szeptember 6-án, szeptember 8-án és szeptember 9-én) kellett az indítást félbeszakítani. 1959. szeptember 12-én indították a Bajkonuri űrrepülőtérről egy Luna (Vosztok-L) hordozórakétával. Mérete és elrendezése megegyezett a Luna–1-el.
Szeptember 13-án, 39,5 órás repülés után 3,3 kilométer/másodperces sebességgel becsapódott a Holdba. A becsapódási pontot a Palus Putredinis régióban nagyjából a 0° hosszúsági és 29,1° északi szélességi pontra becsülték. A becsapódási porfelhőt az MTA Csillagvizsgáló Intézetében, a Szabadság-hegyen, a svédországi Uppsalában, illetve Ill Márton csillagász vezetésével a Bajai Obszervatóriumban vizuális megfigyeléssel detektálták.
Műszerei által időbeli változásokat mért az elektronfluxusban és az energiaspektrumban a földi külső sugárzási övezeten belül. A Holdnál nem talált sugárzási övezetet, sem jelentős mágneses mezőt. A Luna–2-t három komponensű magnetométerrel látták el, hasonlóan, mint a Luna–1-et. A mérési eredmények a földi sugárzási övezetekben hasonlóak voltak a Luna–1-éhez. 33,5 órai repülés után érte el a Holdat. A Hold felszínéhez közeledve a szonda a Holdtól 55 kilométeres távolságon belül nem észlelt említésre méltó mágneses mezőt.

## Külső hivatkozások
- Sarló-kalapács a Holdon: 45 éve startolt a Lunyik-2 (2004. szeptember 13.) Luna-2. urvilag.hu. (Hozzáférés: 2012. november 18.)
- Luna-2. zarya.info. [2022. július 1-i dátummal az eredetiből archiválva]. (Hozzáférés: 2012. november 18.)
- Luna-2. lib.cas.cz. [2013. október 13-i dátummal az eredetiből archiválva]. (Hozzáférés: 2013. január 11.)

| Elődje: Luna E–1–5 | Luna-program 1958–1960 | Utódja: Luna–3 (Luna E–2A–1) |